# Al. Samfors
Aloyzius Frans Isak Samfors, före 1940 Salomonson, även känd under artistnamnet Al. Samson, född 9 juni 1898 i Maria Magdalena församling i Stockholm, död 22 januari 1973 i Älvsjö i Brännkyrka församling, var en svensk skådespelare, teaterinspicient och regiassistent.

## Biografi
Efter att ha varit verksam som skådespelare i Norrland och Svenska Teatern i Vasa, där han också träffade sin fru, kom han till Stockholm där han var engagerad på de flesta av privatteatrarna. 1933 kom han till Blancheteatern och var där skådespelare, inspicient och andre regissör under Harry Roeck-Hansens tid som chef fram till 1955.
Al. Samfors arbetade sedan i huvudsak som frilansare. Han turnerade med olika teatersällskap och var 1957 engagerad vid Skansenteatern i uppsättningen av Dunungen. Han medverkade under 1964–1968 i åtta uppsättningar vid Dramaten.
1970–1971 gjorde han två roller på Marionetteatern i teaterchefen Michael Meschkes uppsättning av
Dantes Divina Commedia.
Samfors är gravsatt i minneslunden på Skogskyrkogården i Stockholm.

## Recensioner
DN: Al Samfors olycklige filosof Brunetto Latini accentuerar en värdig tragik.
SvD: Om jag här särskilt nämner Al Samfors Brunetto Latini. (1970-11-16)
Ny Dag: ... med en värdighet som endast överträffas av Al Samfors som Brunetto Latini, Dantes lärare.

## Filmografi
- 1942 – General von Döbeln
- 1954 – Simon Syndaren
- 1969 – Kråkguldet - Gubben Liss

## Teater

### Roller
| År   | Roll                 | Produktion                                                            | Regi               | Teater          |
| ---- | -------------------- | --------------------------------------------------------------------- | ------------------ | --------------- |
| 1935 | Vaktmästaren         | Processen Bennet Edward Wooll                                         | Harry Roeck-Hansen | Blancheteatern  |
| 1935 | En betjänt           | Familjen Cantrell Louis de Geer                                       | Ester Roeck-Hansen | Blancheteatern  |
| 1935 | En vaktmästare       | Härmed hava vi nöjet, revy Kar de Mumma, Karl-Ewert och Alf Henrikson | Harry Roeck-Hansen | Blancheteatern  |
| 1937 | Petley               | Kunglighet Robert E. Sherwood                                         | Harry Roeck-Hansen | Blancheteatern  |
| 1937 | Knudsen              | Hans första premiär Svend Rindom                                      | Harry Roeck-Hansen | Blancheteatern  |
| 1937 | En droskchaufför     | Min son är min David Herbert Lawrence                                 | Harry Roeck-Hansen | Blancheteatern  |
| 1938 | Futvoye              | Min hustru doktor Carson St. John Greer Ervine                        | Harry Roeck-Hansen | Blancheteatern  |
| 1939 | Hippolyte            | Madame Bovary Gaston Baty                                             | Harry Roeck-Hansen | Blancheteatern  |
| 1939 | Denham               | Vibrationer Charles Morgan                                            | Harry Roeck-Hansen | Blancheteatern  |
| 1940 | Pschenschynoff       | Tony ritar en häst Lesley Storm                                       | Harry Roeck-Hansen | Blancheteatern  |
| 1940 | Robert               | Plats för leende Samuel Nathaniel Behrman                             | Harry Roeck Hansen | Blancheteatern  |
| 1941 | En dräng             | Onkel Vanja Anton Tjechov                                             | Harry Roeck-Hansen | Blancheteatern  |
| 1941 | En lakej             | Midsommardröm i fattighuset Pär Lagerkvist                            | Per Lindberg       | Blancheteatern  |
| 1942 | Krävan               | På livets botten Maksim Gorkij                                        | Jura Tamkin        | Blancheteatern  |
| 1943 | Kalfaktorn           | Fadren August Strindberg                                              | Helge Hagerman     | Blancheteatern  |
| 1943 | En hotellvaktmästare | Rus Rudolf Värnlund                                                   | Per Lindberg       | Blancheteatern  |
| 1943 | En uppassare         | Jag är sjutton år Paul Vandenberghe                                   | Harry Roeck-Hansen | Blancheteatern  |
| 1944 | Harry                | Den obetvingade segern Maxwell Anderson                               | Sam Besekow        | Blancheteatern  |
| 1948 | Diligenskusken       | Fettpärlan Gösta Sjöberg                                              | Harry Roeck-Hansen | Blancheteatern  |
| 1949 | En journalist        | De fem fåglarna Staffan Tjerneld                                      | Björn Berglund     | Blancheteatern  |
| 1962 |                      | Natthärbärget Maxim Gorkij                                            | Bernard Krook      | Marsyas-Teatern |
| 1962 | Bill                 | Leon Phitts är död (Leon Phitts Is Dead) Mark Zalk                    | Hans Abramson      | Lilla Teatern   |
| 1964 | En bonde             | Hjälten på den gröna ön John Millington Synge                         | Lars-Erik Liedholm | Dramaten        |
| 1965 | Domaren              | Blues for Mr Charlie James Baldwin                                    | Ulf Palme          | Dramaten        |
| 1965 | Ballongförsäljaren   | Huset Werner Aspenström                                               | Lars-Erik Liedholm | Dramaten        |
| 1966 | Extra medverkande    | Hönssoppa med korngryn Arnold Wesker                                  | Lars-Erik Liedholm | Dramaten        |
| 1966 | Extra tjänstgörande  | Carl XII August Strindberg                                            | Lars-Erik Liedholm | Dramaten        |
| 1966 | Extra medverkande    | I afton improviserar vi Luigi Pirandello                              | Mimi Pollak        | Dramaten        |
| 1967 | Gäst och tjänare     | Körsbärsträdgården Anton Tjechov                                      | Per-Axel Branner   | Dramaten        |
| 1968 | Pasquale             | Sommarnöjet Carlo Goldoni                                             | Ralf Långbacka     | Dramaten        |
| 1970 | Brunetto Latini      | Divina Commedia Dante Alighieri                                       | Michael Meschke    | Marionetteatern |

## Radioteater

### Roller
| Datum      | Roll               | Produktion                          | Verk                                                 | Regi               |
| ---------- | ------------------ | ----------------------------------- | ---------------------------------------------------- | ------------------ |
| 1941-05-06 | Robert, hovmästare | Plats för leende                    | Komedi av S. N. Behrman Översättning: E. W. Olson    | Harry Roeck Hansen |
| 1941-12-18 | Lakej              | Midsommarnattsdröm i fattighuset    | Pjäs av Pär Lagerkvist Musik: Lillebror Söderlundh   | Per Lindberg       |
| 1943-11-04 | Fiskare            | Frihetens drama: Månen har gått ned | Av John Steinbeck Översättning: Thorsten Jonsson     | Harry Roeck Hansen |
| 1956-02-25 | Johan              | Konserten                           | Komedi av Hermann Bahr Översättning: Gustaf Molander | Gustaf Molander    |

## Fotnoter
1. ↑  ”Nekrolog”. Svenska Dagbladet. 11 februari 1973. Läst 26 december 2016.
2. ↑  ”Dramatens arkiv Rollboken”. https://www.dramaten.se/rollboken?detail=person%2C4756&type=search_type_all&search=samfors. Läst 28 mars 2023.
3. ↑  SvenskaGravar
4. ↑  ”Processen Bennet”. Musikverket. http://calmview.musikverk.se/CalmView/Record.aspx?src=CalmView.Performance&id=PERF22074&pos=83. Läst 11 april 2016.
5. ↑  ”Familjen Cantrell”. Musikverket. http://calmview.musikverk.se/CalmView/Record.aspx?src=CalmView.Performance&id=PERF22088&pos=84. Läst 11 april 2016.
6. ↑  ”Härmed hava vi nöjet...”. Musikverket. http://calmview.musikverk.se/CalmView/Record.aspx?src=CalmView.Performance&id=PERF22198&pos=87. Läst 11 april 2016.
7. ↑  ”Kunglighet”. Musikverket. http://calmview.musikverk.se/CalmView/Record.aspx?src=CalmView.Performance&id=PERF22208&pos=98. Läst 19 april 2016.
8. ↑  ”Hans första premiär”. Musikverket. http://calmview.musikverk.se/CalmView/Record.aspx?src=CalmView.Performance&id=PERF22209&pos=99. Läst 20 april 2016.
9. ↑  ”Min son är min”. Musikverket. http://calmview.musikverk.se/CalmView/Record.aspx?src=CalmView.Performance&id=PERF22210&pos=100. Läst 20 april 2016.
10. ↑  ”Min hustru Dr. Carson”. Musikverket. http://calmview.musikverk.se/CalmView/Record.aspx?src=CalmView.Performance&id=PERF22077&pos=101. Läst 20 april 2016.
11. ↑  ”Madame Bovary”. Musikverket. http://calmview.musikverk.se/CalmView/Record.aspx?src=CalmView.Performance&id=PERF22078&pos=102. Läst 21 april 2016.
12. ↑  ”Vibrationer”. Musikverket. http://calmview.musikverk.se/CalmView/Record.aspx?src=CalmView.Performance&id=PERF22080&pos=104. Läst 21 april 2016.
13. ↑  ”Tony ritar en häst”. Musikverket. http://calmview.musikverk.se/CalmView/Record.aspx?src=CalmView.Performance&id=PERF22081&pos=105. Läst 21 april 2016.
14. ↑  ”Plats för leende”. Musikverket. http://calmview.musikverk.se/CalmView/Record.aspx?src=CalmView.Performance&id=PERF22085&pos=110. Läst 21 april 2016.
15. ↑  ”Onkel Vanja”. Musikverket. http://calmview.musikverk.se/CalmView/Record.aspx?src=CalmView.Performance&id=PERF22086&pos=111. Läst 22 april 2016.
16. ↑  ”Midsommardröm i fattighuset”. Musikverket. http://calmview.musikverk.se/CalmView/Record.aspx?src=CalmView.Performance&id=PERF18885&pos=115. Läst 22 april 2016.
17. ↑  ”Natthärbärget”. Musikverket. http://calmview.musikverk.se/CalmView/Record.aspx?src=CalmView.Performance&id=PERF18887&pos=117. Läst 22 april 2016.
18. ↑  ”Strindberg på Blanche”. Dagens Nyheter:  s. 7. 21 januari 1943. http://arkivet.dn.se/arkivet/tidning/1943-01-21/19/7. Läst 21 mars 2016.
19. ↑  ”Rus”. Musikverket. http://calmview.musikverk.se/CalmView/Record.aspx?src=CalmView.Performance&id=PERF22217&pos=122. Läst 22 april 2016.
20. ↑  ”Jag är 17 år”. Musikverket. http://calmview.musikverk.se/CalmView/Record.aspx?src=CalmView.Performance&id=PERF22220&pos=125. Läst 22 april 2016.
21. ↑  ”Den obevingade segern”. Musikverket. http://calmview.musikverk.se/CalmView/Record.aspx?src=CalmView.Performance&id=PERF22226&pos=132. Läst 24 april 2016.
22. ↑  ”Fettpärlan”. Musikverket. http://calmview.musikverk.se/CalmView/Record.aspx?src=CalmView.Performance&id=PERF22239&pos=147. Läst 24 april 2016.
23. ↑  ”De fem fåglarna”. Musikverket. http://calmview.musikverk.se/CalmView/Record.aspx?src=CalmView.Performance&id=PERF22241&pos=149. Läst 24 april 2016.
24. ↑  ”Teaterannons”. Svenska Dagbladet. 9 februari 1962. Läst 26 december 2016.
25. ↑  ”Leon Phitts är död...”. Musik- och Teaterbiblioteket. https://calmview.musikverk.se/CalmView/Record.aspx?src=CalmView.Performance&id=PERF14450&pos=48. Läst 19 juli 2025.
26. ↑  ”Dramaten, Arkivet rollboken”. https://www.dramaten.se/rollboken?detail=person%2C4756&type=search_type_all&search=al+samfors.
27. ↑  ”Dante som dalmålning - Recension av Göran Schildt”. Svenska Dagbladet:  s. 8. 16 november 1970. http://www.svd.se/arkiv/1970-11-16/8. Läst 26 december 2016.